# Mnogokotnik
Mnogokótnik (tudi vèčkótnik in s tujko poligón) je ravninski geometrijski lik, ki ga oklepa enostavna sklenjena lomljenka. Daljice, ki sestavljajo mnogokotnik, imenujemo stranice mnogokotnika, točke, v katerih se stranici stikata, pa oglišča. Daljice, ki vežejo nesosednja oglišča, so diagonale. V preprostih mnogokotnikih se stranice ne sekajo, stranice pa omejujejo območje z določeno ploščino.

## Imena in vrste mnogokotnikov
Mnogokotnike imenujemo po številu njihovih stranic. Na primer: štirikotnik (tetragon), petkotnik (pentagon), šestkotnik (heksagon). Za večje število stranic se uporablja oblika n-kotnik, na primer 17-kotnik ali tudi sedemnajstkotnik.
V nadaljevanju je opisano imenovanje mnogokotnikov in izdelava imen mnogokotnikov, ki jih ni v preglednici:
| ime                                                    | robovi                  | opombe |
| ------------------------------------------------------ | ----------------------- | --- |
| enokotnik (ali monogon)                                | 1                       | V evklidski ravnini degenerira v zaprto krivuljo, ki ima samo eno oglišče.                                         |
| dvokotnik (ali digon)                                  | 2                       | V evklidski ravnini degenerira v zaprto krivuljo z dvema ogliščema.                                                |
| trikotnik (ali trigon)                                 | 3                       | Najenostavnejši mnogokotnik, ki lahko obstaja v evklidski ravnini.                                                 |
| štirikotnik (ali tetragon)                             | 4                       | Najenostavnejši mnogokotnik, ki se lahko seka.                                                                     |
| petkotnik (ali pentagon)                               | 5                       | Najenostavnejši mnogokotnik, ki lahkoobstija kot pravilna zvezda. Zvezdasti petkotnik je znan kot pentagram.       |
| šestkotnik (ali heksagon)                              | 6                       | Izogibajmo se izraza »seksagon« - latinsko [sex-] + grško                                                          |
| sedemkotnik (ali heptagon)                             | 7                       | Izogibajmo se izraza »septagon« - latinsko [sept-] + grško                                                         |
| osemkotnik (ali oktagon)                               | 8                       | |
| devetkotnik (ali nonagon)                              | 9                       | »nonagon« se uporablja kot mešanica latinščine [novem - 9] in grščine. Sodobni avtorji raje uporabljajo »eneagon«. |
| desetkotnik (ali dekagon)                              | 10                      | |
| enajstkotnik (ali hendekagon)                          | 11                      | Izogibajmo se izraza »undekagon« - latinščina [un-] + grščina                                                      |
| dvanajstkotnik (ali dodekagon)                         | 12                      | Izogibajmo se izraza »duodekagon« - latinščina [duo-] + grščina                                                    |
| trinajstkotnik (ali triskaidekagon)                    | 13                      | |
| štirinajstkotnik (ali tetrakaidekagon)                 | 14                      | |
| petnajstkotnik (ali quindekagon ali pentakaidekagon)   | 15                      | |
| šestnajstkotnik (ali heksakaidekagon)                  | 16                      | |
| sedemnajstkotnik (ali heptakaidekagon)                 | 17                      | |
| osemnajstkotnik (ali oktakaidekagon)                   | 18                      | |
| devetnajstkotnik (ali enneakaidekagon ali nonadekagon) | 19                      | |
| dvajsetkotnik                                          | 20                      | |
| tridesetkotnik                                         | 30                      | |
| hektogon                                               | 100                     | »hektogon« je grško ime (glej hektometer), »centagon« je latinsko-grški križanec, ki se ne rabi pogosto.           |
| tisočkotnik                                            | 1.000                   | Velikost kota v pravilnem tisočkotniku je 179,64°.                                                                 |
| desettisočkotnik                                       | 10.000                  | Notranji kot pravilnega desettisočkotnika je 179,964°.                                                             |
| milijonkotnik                                          | 1.000.000               | Notranji kot pravilnega milijonkotnika je 179,99964°.                                                              |
| apeirogon                                              | {\displaystyle \infty } | Degenerirani mnogokotnik z neskončno velikim številom stranic.                                                     |

### Sestavljanje ostalih imen
Za sestavljanje imen mnogokotnikov, ki imajo več kot 20 in manj kot 100 robov, kombiniramo predpone na naslednji način:
| -kai- | 1  | -hena-      | -kotnik |   |         |
| -kai- | 20 | ikozi-      | -kotnik | 2 | -di-    |
| -kai- | 30 | triakonta-  | -kotnik | 3 | -tri-   |
| -kai- | 40 | tetrakonta- | -kotnik | 4 | -tetra- |
| -kai- | 50 | pentakonta- | -kotnik | 5 | -penta- |
| -kai- | 60 | heksakonta- | -kotnik | 6 | -heksa- |
| -kai- | 70 | heptakonta- | -kotnik | 7 | -hepta- |
| -kai- | 80 | oktakonta-  | -kotnik | 8 | -octa-  |
| -kai- | 90 | eneakonta-  | -kotnik | 9 | -enea-  |

Predpona »kai« se ne uporablja vedno. Mnenja so različna o tem, kdaj jo lahko uporabljamo, in kdaj ne (glej primere zgoraj).
Drugi sistem se uporablja pri imenovanju višjih alkenov (to so polno nasičeni ogljikovodiki), kjer uporabljamo:
| enice | enice              | desetice | desetice                    | final suffix |
| ----- | ------------------ | -------- | --------------------------- | ------------ |
| 1     | hen-               | 10       | deka-                       | -gon         |
| 2     | do-                | 20       | -koza-                      | -gon         |
| 3     | tri-               | 30       | triakonta-                  | -gon         |
| 4     | tetra-             | 40       | tetrakonta-                 | -gon         |
| 5     | penta-             | 50       | pentaconta-                 | -gon         |
| 6     | heksa-             | 60       | heksakonta-                 | -gon         |
| 7     | hepta-             | 70       | heptakonta-                 | -gon         |
| 8     | okta-              | 80       | oktakonta-                  | -gon         |
| 9     | ennea- (ali nona-) | 90       | eneakonta- (ali nonakonta-) | -gon         |

## Taksonomska razvrstitev
Taksonomska razdelitev mnogokotnikov je podana z naslednjim drevesom:
- Mnogokotnik je preprost, če ga omejujejo stranice, ki se ne sekajo med seboj, drugače je kompleksen.
- Preprosti mnogokotnik je konveksen, če njegovi notranji koti niso večji od 180°; drugače je konkaven.
- Konveksni mnogokotnik je cikličen, če vsa njegova oglišča ležijo na eni krožnici. V tem primeru so stranice tetive krožnice, zato tak mnogogokotnik imenujemo tudi tetivni mnogokotnik.
- Tetivni mnogokotnik je pravilen, če so vse njegove stranice enakih dolžin. Vsi pravilni mnogokotniki z istim številom stranic so podobni.

Pravilni mnogokotniki
- enakostranični trikotnik,
- kvadrat,
- pravilni petkotnik,
- pravilni šestkotnik.

## Diagonale
Za računanje števila diagonal se uporablja preprosta enačba:
{\displaystyle d_{n}={\frac {n(n-3)}{2}}\!\,.}
Zgleda:
{\displaystyle d_{9}={\frac {9(9-3)}{2}}=d_{9}=27}
{\displaystyle d_{10}={\frac {10(10-3)}{2}}=d_{10}=35}

## Koti
Vsota notranjih kotov izbočenega (konveksnega) n-kotnika se lahko izračuna po formuli:
{\displaystyle S_{n}=(n-2)\cdot 180^{\circ }}.
Zgled: Vsota notranjih kotov konveksnega šestkotnika je 720˚:
{\displaystyle S_{6}=(6-2)\cdot 180^{\circ }=4\cdot 180^{\circ }=720^{\circ }\!\,.}
Formula za vsoto notranjih kotov velja tudi za nekatere konkavne mnogokotnike - če je le rob takega mnogokotnika ena sama enostavno sklenjena krivulja.
Vsota zunanjih kotov izbočenega (konveksnega) mnogokotnika je vedno enaka 360˚:
{\displaystyle S'_{n}=360^{\circ }\!\,.}

## Galerija
- Preprosti konkavni šestkotnik.
- Preprosti konkavni šestkotnik.
- Pravilni šestkotnik.
- Preprosti konkavni šestkotnik.
- Preprosti konkavni šestkotnik.
- Konveksni šestkotnik.
- Preprosti konkavni šestkotnik.